# Eerste Divisie 2008-2009
La Eerste Divisie 2008-2009 è stata la 53ª edizione della seconda divisione del campionato olandese di calcio. Il VVV-Venlo ha vinto il campionato ed è stato promosso in Eredivisie, assieme al RKC Waalwijk, vincitore degli spareggi promozione.

## Stagione

### Novità
Dalla Eredivisie 2007-2008 sono stati retrocessi in Eerste Divisie l'Excelsior, ultimo classificato, e il VVV-Venlo, perdente gli spareggi. Dalla Eerste Divisie 2007-2008 sono stati promossi in Eredivisie il Volendam, primo classificato, e l'ADO Den Haag, vincitore degli spareggi.

### Formula
Le 20 squadre partecipanti si affrontano in un girone all'italiana con partite di andata e ritorno per un totale di 38 giornate. Il campionato è diviso in sei periodi: Periodo 1 dalla 1ª alla 6ª giornata, Periodo 2 dalla 7ª alla 12ª giornata, Periodo 3 dalla 13ª alla 18ª giornata, Periodo 4 dalla 19ª alla 24ª giornata, Periodo 5 dalla 25ª alla 31ª giornata, Periodo 6 dalla 32ª alla 38ª giornata. Le ultime due giornate di campionato non vengono considerate. La prima classificata viene promossa in Eredivisie. Sono ammesse ai play-off promozione-retrocessione le squadre vincitrici i 6 periodi e le 2 squadre meglio classificate e non vincitrici di periodo. Ai play-off partecipano la 16ª e la 17ª classificata in Eredivisie. Le due squadre vincitrici i play-off sono ammesse in Eredivisie.

### Avvenimenti
Era intenzione della KNVB nel 2009, per la prima volta dopo la revoca della seconda divisione nel 1971, di far retrocedere un'altra squadra dall'Eredivisie. Dopo 38 match, il 20° dell'Eredivisie fu retrocesso nella Eerste Divisie.
Nel 2008 la KNVB ha trovato l'accordo per questo progetto in modo che anche le squadre dilettanti riuscissero ad accedere nei campionati professionisti olandesi dalla fine della stagione 2008-2009 potendo così conquistare la promozione. Così, l'Assemblea Generale il 31 maggio 2008 ha approvato questo progetto. Questa decisione ha incontrato obiezioni da parte della cooperativa First Division (CED). La Cooperativa, infatti, temeva che l'ingresso di squadre dilettanti in campionati professionisti avrebbe danneggiato la qualità del campionato. La KNVB, però, ha continuato senza tenere conto di queste preoccupazioni.
Un portavoce del KNVB ha detto: "La KNVB ha preso questa decisione principalmente per i campi sportivi. Questa è un'occasione importante per dare un valore a molti talenti emergenti dato che la FIFA ha criticato il sistema calcistico chiuso e superato dei Paesi Bassi descrivendoli come l'unico paese dove è ancora in vigore una netta separazione tra il calcio dilettantistico e professionistico nel calcio".

## Squadre partecipanti
| Club            | Stagione | Città            | Stagione 2007-2008          |
| --------------- | -------- | ---------------- | --------------------------- |
| AGOVV           | dettagli | Apeldoorn        | 16º posto in Eerste Divisie |
| Cambuur         | dettagli | Leeuwarden       | 18º posto in Eerste Divisie |
| Den Bosch       | dettagli | 's-Hertogenbosch | 3º posto in Eerste Divisie  |
| Dordrecht       | dettagli | Dordrecht        | 12º posto in Eerste Divisie |
| Eindhoven       | dettagli | Eindhoven        | 19º posto in Eerste Divisie |
| Emmen           | dettagli | Emmen            | 9º posto in Eerste Divisie  |
| Excelsior       | dettagli | Rotterdam        | 18º posto in Eredivisie     |
| Fortuna Sittard | dettagli | Sittard          | 17º posto in Eerste Divisie |
| Go Ahead Eagles | dettagli | Deventer         | 10º posto in Eerste Divisie |
| Haarlem         | dettagli | Haarlem          | 20º posto in Eerste Divisie |
| Helmond Sport   | dettagli | Helmond          | 7º posto in Eerste Divisie  |
| MVV             | dettagli | Maastricht       | 5º posto in Eerste Divisie  |
| Omniworld       | dettagli | Almere           | 13º posto in Eerste Divisie |
| RBC Roosendaal  | dettagli | Roosendaal       | 11º posto in Eerste Divisie |
| RKC Waalwijk    | dettagli | Waalwijk         | 2º posto in Eerste Divisie  |
| Telstar         | dettagli | IJmuiden         | 15º posto in Eerste Divisie |
| TOP Oss         | dettagli | Oss              | 8º posto in Eerste Divisie  |
| Veendam         | dettagli | Veendam          | 14º posto in Eerste Divisie |
| VVV-Venlo       | dettagli | Venlo            | 17º posto in Eredivisie     |
| Zwolle          | dettagli | Zwolle           | 4º posto in Eerste Divisie  |

## Classifica finale
|  | Pos. | Squadra         | Pt | G  | V  | N  | P  | GF | GS | DR  |
|  | ---- | --------------- | -- | -- | -- | -- | -- | -- | -- | --- |
|  | 1.   | VVV-Venlo +     | 80 | 38 | 25 | 5  | 8  | 86 | 38 | +48 |
|  | 2.   | RKC Waalwijk    | 71 | 38 | 18 | 17 | 3  | 68 | 31 | +37 |
|  | 3.   | Cambuur         | 69 | 38 | 20 | 9  | 9  | 68 | 48 | +20 |
|  | 4.   | Zwolle +        | 63 | 38 | 18 | 9  | 11 | 58 | 49 | +9  |
|  | 5.   | Excelsior +     | 61 | 38 | 16 | 13 | 9  | 53 | 43 | +10 |
|  | 6.   | MVV +           | 60 | 38 | 16 | 12 | 10 | 59 | 42 | +17 |
|  | 7.   | Go Ahead Eagles | 56 | 38 | 14 | 14 | 10 | 41 | 41 | 0   |
|  | 8.   | Dordrecht +     | 55 | 38 | 15 | 10 | 13 | 51 | 39 | +12 |
|  | 9.   | Den Bosch       | 53 | 38 | 15 | 8  | 15 | 59 | 51 | +8  |
|  | 10.  | Helmond Sport   | 53 | 38 | 14 | 11 | 13 | 50 | 48 | +2  |
|  | 11.  | AGOVV           | 52 | 38 | 15 | 7  | 16 | 60 | 67 | -7  |
|  | 12.  | Haarlem         | 50 | 38 | 15 | 5  | 18 | 43 | 55 | -12 |
|  | 13.  | Emmen           | 47 | 38 | 13 | 8  | 17 | 48 | 66 | -18 |
|  | 14.  | TOP Oss +       | 42 | 38 | 11 | 9  | 18 | 50 | 63 | -13 |
|  | 15.  | Fortuna Sittard | 42 | 38 | 11 | 9  | 18 | 42 | 59 | -17 |
|  | 16.  | RBC Roosendaal  | 40 | 38 | 11 | 7  | 20 | 43 | 55 | -12 |
|  | 17.  | Telstar +       | 39 | 38 | 9  | 12 | 17 | 42 | 56 | -14 |
|  | 18.  | Eindhoven (-3)  | 38 | 38 | 9  | 14 | 15 | 59 | 80 | -21 |
|  | 19.  | Veendam (-3)    | 36 | 38 | 10 | 9  | 19 | 46 | 67 | -21 |
|  | 20.  | Omniworld       | 30 | 38 | 8  | 6  | 24 | 40 | 65 | -25 |

Legenda:
      Promosse in Eredivisie 2009-2010
 Qualificate ai play-off
+  vincitore di periodo
Note:
Tre punti a vittoria, uno a pareggio, zero a sconfitta.
La classifica viene stilata secondo i seguenti criteri:
- Punti conquistati
- Differenza reti generale
- Reti totali realizzate
- spareggio

Eindhoven e Veendam hanno scontato 3 punti di penalizzazione.

## Spareggi
Agli spareggi promozione-retrocessione hanno partecipato le squadre vincitrici i 6 periodi, le squadre meglio classificate e non vincitrici di periodo e la 16ª e la 17ª classificata in Eredivisie (Roda e De Graafschap). Le due squadre vincitrici i play-off sono ammesse in Eredivisie 2009-2010.

### Primo turno
|           | Risultati |           | Luogo e data               |
| --------- | --------- | --------- | -------------------------- |
| Telstar   | 0 - 0     | MVV       | IJmuiden, 12 maggio 2009   |
| MVV       | 1 - 0     | Telstar   | Maastricht, 15 maggio 2009 |
|           |           |           |                            |
| TOP Oss   | 0 - 2     | Dordrecht | Oss, 12 maggio 2009        |
| Dordrecht | 1 - 0     | TOP Oss   | Dordrecht, 15 maggio 2009  |
|           |           |           |                            |

### Secondo turno
|               | Risultati |               | Luogo e data               |
| ------------- | --------- | ------------- | -------------------------- |
| MVV           | 2 - 3     | De Graafschap | Maastricht, 19 maggio 2009 |
| De Graafschap | 2 - 2     | MVV           | Doetinchem, 22 maggio 2009 |
|               |           |               |                            |
| Excelsior     | 1 - 2     | RKC Waalwijk  | Rotterdam, 19 maggio 2009  |
| RKC Waalwijk  | 1 - 1     | Excelsior     | Waalwijk, 22 maggio 2009   |
|               |           |               |                            |
| Zwolle        | 2 - 1     | Cambuur       | Zwolle, 19 maggio 2009     |
| Cambuur       | 3 - 1     | Zwolle        | Leeuwarden, 22 maggio 2009 |
| Cambuur       | 2 - 0     | Zwolle        | Leeuwarden, 25 maggio 2009 |
|               |           |               |                            |
| Dordrecht     | 1 - 1     | Roda JC       | Dordrecht, 19 maggio 2009  |
| Roda JC       | 1 - 0     | Dordrecht     | Kerkrade, 22 maggio 2009   |
|               |           |               |                            |

### Terzo turno
|               | Risultati              |               | Luogo e data               |
| ------------- | ---------------------- | ------------- | -------------------------- |
| RKC Waalwijk  | 2 - 0                  | De Graafschap | Waalwijk, 28 maggio 2009   |
| De Graafschap | 2 - 1                  | RKC Waalwijk  | Doetinchem, 31 maggio 2009 |
| RKC Waalwijk  | 1 - 0                  | De Graafschap | Waalwijk, 3 giugno 2009    |
|               |                        |               |                            |
| Cambuur       | 0 - 0                  | Roda JC       | Leeuwarden, 28 maggio 2009 |
| Roda JC       | 1 - 1                  | Cambuur       | Kerkrade, 31 maggio 2009   |
| Cambuur       | 2 - 2 (dts) (rig: 1-3) | Roda JC       | Leeuwarden, 3 giugno 2009  |
|               |                        |               |                            |

## Statistiche

### Classifica marcatori
| Gol |  |  | Giocatore       | Squadra        |
| --- |  |  | --------------- | -------------- |
| 25  |  |  | Sandro Calabro  | VVV-Venlo      |
| 20  |  |  | Gunter Thiebaut | MVV            |
| 18  |  |  | Serhat Koç      | Eindhoven      |
| 18  |  |  | Glynor Plet     | Telstar        |
| 17  |  |  | Sjoerd Ars      | RBC Roosendaal |